# Aprionus miki
Aprionus miki är en tvåvingeart som beskrevs av Jean-Jacques Kieffer 1895. Aprionus miki ingår i släktet Aprionus och familjen gallmyggor. Arten är reproducerande i Sverige. Inga underarter finns listade i Catalogue of Life.